# Estación 3 de Febrero
3 de Febrero es una estación ferroviaria argentina ubicada en el barrio de Palermo, en la Ciudad de Buenos Aires. Forma parte del servicio suburbano de la línea Mitre, entre la terminal céntrica de Retiro y la suburbana de José León Suárez.
Es la única estación de esta línea que se encuentra ubicada en altura.

## Ubicación
Se encuentra a pocos metros de la intersección de la Avenida Dorrego con la Avenida del Libertador, desde donde se puede acceder al Parque Tres de Febrero, el principal de la ciudad y al cual le debe el nombre.
Se trata de una zona amplia, recreativa y parquizada. La estación también está próxima al Campo Argentino de Polo, al Hipódromo de Palermo y al Centro Cultural Islámico Rey Fahd, entre otras atracciones deportivas y turísticas del lugar.

## Servicios
Es una estación intermedia del servicio eléctrico metropolitano de la Línea Mitre. Se detienen trenes de un ramal:
- Retiro - José León Suárez

Los trenes de larga distancia no se detienen en la estación.

## Características
Se encuentra ubicada sobre un viaducto ferroviario de ladrillos de estilo británico de comienzos del siglo XX. 
La estación posee en su planta baja un amplio hall-boletería revestido de mármol (actualmente en restauración). El andén se encuentra cubierto de un largo alero sostenido por columnas metálicas de estilo greco-romanas.

## Historia
Fue habilitada por el Ferrocarril Central Argentino en 1915, como parte de la remodelación del Parque Tres de Febrero (hasta entonces las vías que se dirigían a Retiro lo hacían en superficie. La remodelación implicó elevar las vías en viaducto. Lo mismo se hizo con el Ferrocarril Buenos Aires al Pacífico, actual Ferrocarril General San Martín)
A fines de la década del '60, con el servicio ya bajo el control de Ferrocarriles Argentinos, se elevaron los andenes de la estación para recibir una nueva flota de coches eléctricos. La elevación se realizó en seco con terminaciones rudimentarias: una estructura básica de rieles con losetas encima. Se dejaron varios sectores del andén sin elevar (unidos al resto del andén por escalerines). Los laterales de la estructura de rieles se encuentran al descubierto, por lo cual el piso original es fácilmente visible.
Durante la década de 1990, con el servicio ya bajo concesión de la empresa privada TBA, se clausuró el hall-boletería original de la planta baja y se sustituyó por un pequeño acceso artificial conectado hacia una de las escaleras. Se clausuró también el puente peatonal que cruzaba entre las dos vías hacia el otro lado de la Avenida del Libertador.
A comienzos del 2015, con el servicio nuevamente bajo control estatal, se licitó la puesta en valor general de la estación, que incluye rehabilitar la boletería-hall original y mejorar las terminaciones del andén elevado realizadas en los '60. Esto último incluye el reemplazo completo de las losetas y el recubrimiento de todos los desniveles (es decir, los sectores dejados sin elevar).